# Chanteau
Chanteau település Franciaországban, Loiret megyében. Lakosainak száma 1611 fő (2022. január 1.). Chanteau Cercottes, Fleury-les-Aubrais, Marigny-les-Usages, Rebréchien, Saint-Lyé-la-Forêt és Semoy községekkel határos.

## Népesség
A település népességének változása:
| Lakosok száma | 186  | 899  | 993  | 1239 | 1381 | 1422 | 1470 | 1574 | 1652 | 1611 |
|               | 1968 | 1982 | 1990 | 2006 | 2013 | 2015 | 2017 | 2019 | 2020 | 2022 |